# Cornelia Oschkenat
Cornelia Oschkenat (* 29. Oktober 1961 in Neubrandenburg als Cornelia Riefstahl) ist eine ehemalige deutsche Leichtathletin und Olympiateilnehmerin, die – für die DDR startend – im 100-Meter-Hürdenlauf aktiv war.

## Leben
Bei den Europameisterschaften 1982 schied sie noch im Vorlauf aus. Im Jahr darauf jedoch konnte sie bei den Weltmeisterschaften in Helsinki den siebten Platz erreichen (12,95 s, mit Windunterstützung). An den Olympischen Spielen 1984 in Los Angeles konnte sie wegen des Boykotts der DDR nicht teilnehmen. 1985 wurde sie Halleneuropameisterin. Ein Jahr später konnte Oschkenat ihren Titel verteidigen und bei den Europameisterschaften in Stuttgart gewann sie die Silbermedaille (12,55 s).
In Indianapolis wurde sie 1987 Hallenweltmeisterin. Bei den Weltmeisterschaften, die im Sommer desselben Jahres in Rom stattfanden, gewann sie Bronze im 100-Meter-Hürdenlauf (12,46 s) und mit der 4-mal-100-Meter-Staffel Silber (zusammen mit Silke Gladisch, Kerstin Behrendt und Marlies Göhr). 1988 wurde sie zum dritten Mal Halleneuropameisterin. Bei den Olympischen Spielen in Seoul kam sie auf Platz acht (13,73 s). Bei ihrer letzten großen internationalen Wettkampf wurde sie bei den Europameisterschaften 1990 Vierte (12,94 s).
1984 wurde sie mit dem Vaterländischen Verdienstorden in Bronze und 1986 in Silber ausgezeichnet.
Cornelia Oschkenat startete für den SC Dynamo Berlin und den OSC Berlin. In ihrer Wettkampfzeit war sie 1,76 m groß und wog 65 kg. In den nach der Wende öffentlich gewordenen Unterlagen zum Staatsdoping in der DDR fand sich bei den gedopten Sportlerinnen auch der Name von Oschkenat.
1984 heiratete sie den Hürdenläufer Andreas Oschkenat. Nach der Wende eröffnete sie mit ihrem Mann ein Restaurant.